# Plebejus texanus
Plebejus texanus är en fjärilsart som beskrevs av Goodpasture 1973. Plebejus texanus ingår i släktet Plebejus och familjen juvelvingar. Inga underarter finns listade i Catalogue of Life.